# Danaus affinis
Danaus affinis is een vlinder uit de familie Nymphalidae en de onderfamilie Danainae.
Danaus affinis is voor het eerst beschreven door Fabricius, en de naam is, als Papilio affinis, in 1775 door hem voor het eerst geldig gepubliceerd. Fabricius plaatste de soort niet in de groep Danai festivi van het geslacht Papilio, waarin Linnaeus in 1758 de toen bekende Danaus-soorten had geplaatst, maar onder de Nymphales phalerati, en verwees naar Mus. Banks. om aan te geven dat het type-exemplaar zich in de collectie van Joseph Banks bevond.
Danaus affinis komt voor in Zuidoost-Azië, van Thailand tot de Filipijnen, en zuidwaarts tot het noordoosten van Australië. De soort is zeer vormenrijk, met een groot aantal ondersoorten.